# Mardan
Mardan ist eine Stadt im Mardan-Distrikt in der pakistanischen Provinz Khyber Pakhtunkhwa mit 360.000 Einwohnern. Sie liegt in der Nähe der Grenze zu Afghanistan.
Industrieansiedlungen sind die Zuckerverarbeitung, Webereien und Sägewerke.
In der Stadt befindet sich ein Militärstützpunkt. Es handelt sich um ein Trainingszentrum der Streitkräfte Pakistans.
Am 10. Februar 2011 fand in Mardan ein Selbstmordattentat auf den Militärstützpunkt statt. Der Attentäter war ein Jugendlicher in Schuluniform. Es kamen 27 Soldaten ums Leben und es gab 35 Verletzte. Die Taliban bekannten sich zu dem Anschlag und nannten als Motiv Rache für US-Drohnenangriffe.